# Ащыозек (река)
Ащыозек (Ащиозек, Горькая) — река в междуречье Волги и Урала. Протекает по территории Западно-Казахстанской области. Длина 258 км, площадь бассейна 7150 км². Берёт начало в 3,5 км к юго-востоку от села Борсы, впадает в озеро Жалпаксор вблизи озера Аралсор. Имеет 7 притоков общей длиной 169 км. Главные притоки: Шеримбетсай и Таткенсай. Среднегодовой расход воды 2,04 м³/с. Питание снеговое. Замерзает с ноября по апрель. Вода используется для обводнения пастбищ.